# 오카 히로키
오카 히로키(일본어: 岡 大生, 1988년 4월 18일 ~ )는 일본의 축구 선수이다.

## 구단 경력
그는 2011년부터 2021년까지 J리그의 방포레 고후, 제프 유나이티드 지바, 카탈레 도야마, 도치기 SC에서 활동하였다.